# Jan Karol Całczyński
Jan Karol Całczyński (ur. 13 grudnia 1844 w Łańcucie, zm. 8 czerwca 1913 we Lwowie) – powstaniec styczniowy, profesor gimnazjalny, działacz społeczny.

## Życiorys
Jan Karol Całczyński urodził się 13 grudnia 1844 w Łańcucie. Był synem Karola i Eleonory z domu Kroms oraz bratem Romana, Teresy, Eleonory, Marii i Stanisławy.
Brał udział w powstaniu styczniowym 1863. 20 lipca 1868 zdał egzamin dojrzałości w C. K. I Gimnazjum w Rzeszowie. W 1871 został absolwentem studiów o specjalności historii i geografii na Wydziale Filozoficznym Uniwersytetu Lwowskiego (jego opiekunami naukowymi byli Antoni Małecki i Ksawery Liske). Podjął pracę w zawodzie nauczyciela 5 listopada 1871. Pracował w charakterze zastępcy nauczyciela kolejno: w macierzystym C. K. I Gimnazjum w Rzeszowie w roku szkolnym 1871/1872, następnie w C. K. Miejskim Wyższym Gimnazjum w Jaśle do 1876, w C. K. Gimnazjum Realnym im. Rudolfa w Brodach z językiem niemieckim wykładowym, ucząc języka polskiego i greckiego do 1879. W latach 1879–1883 miał czteroletnią przerwę.
W przeciągu roku szkolnego 1883/1884 był zastępcą nauczyciela w C. K. Gimnazjum w Tarnopolu, gdzie uczył łaciny i języka polskiego. Egzamin nauczycielski złożył 3 lipca 1884 i od tego czasu liczyła się jego służba. Od października 1884 jako suplent pracował w C. K. Gimnazjum w Złoczowie. Reskryptem z 19 sierpnia 1885 ze stanowiska zastępcy nauczyciela w C. K. Gimnazjum w Złoczowie został mianowany nauczycielem rzeczywistym w C. K. Gimnazjum Męskim w Sanoku. W szkole uczył języka polskiego i języka łacińskiego. Reskryptem z 19 kwietnia 1889 został zatwierdzony w zawodzie nauczycielskim i otrzymał tytuł c. k. profesora. W roku szkolnym 1889/1890 przebywał na urlopie z powodu osłabienia. Reskryptem z 27 sierpnia 1890 C. K. Ministra Wyznań i Oświecenia otrzymał zezwolenie na zamianę posadami nauczycielskimi z Bolesławem Szomkiem, nauczycielem C. K. I Gimnazjum w Rzeszowie W szkole pracował od 1 września 1890 ucząc głównie i regularnie języka polskiego, a ponadto historii, geografii, historii kraju rodzinnego, od około 1902 propedeutyki filozofii, a na początku tego okresu był też zawiadowcą czytelni polskiej dla młodzieży. 25 czerwca 1901 otrzymał VIII rangę w zawodzie. Od początku drugiego półrocza roku szkolnego 1908/1909 przebywał na urlopie dla poratowania zdrowia, także w roku 1909/1910. Był zatrudniony w rzeszowskim gimnazjum przez 20 lat do 30 czerwca 1910. Reskryptem z 6 sierpnia 1910 został przeniesiony w stały stan spoczynku. 1 lipca 1912 przewodniczył Zjazdowi Koleżeńskiemu abiturientów rzeszowskiego gimnazjum z 1892. Był organizatorem i pierwszym dyrektorem prywatnego Miejskiego Gimnazjum Realnego w Leżajsku od 1 września 1912 do 18 stycznia 1913, gdy ciężko zachorował.
Działał społecznie. Był członkiem zwyczajnym i delegatem Macierzy Szkolnej dla Księstwa Cieszyńskiego, członkiem rzeszowskiego gniazda Polskiego Towarzystwa Gimnastycznego „Sokół”. Był wybierany członkiem wydziału Towarzystwa Kasynowego w Rzeszowie 27 stycznia 1898, 28 stycznia 1899, pod koniec października 1899, 24 stycznia 1900, w którym był gospodarzem, kasjerem, bibliotekarzem (1899), ułożył katalog i inwentarz książek, wybierany wiceprezesem 21 stycznia 1901, 31 stycznia 1902 (prezesem wybierany Wilhelm Seidl), 31 stycznia 1903 (prezesem wybrany Józef Dobija). Został członkiem komisji jubileuszowej z okazji obchodów 60-lecia kapłaństwa papieża Leona XIII i przygotował odczyt, który wygłosił 1 maja 1898 w sali rzeszowskiego „Sokoła”. Był prezesem rzeszowskiego koła Towarzystwa Nauczycieli Szkół Wyższych, ponownie wybrany 13 lutego 1900. Ponadto był współpracownikiem tygodnika „Głos Rzeszowski”. Na łamach tego tygodnika 8 kwietnia 1900 opublikował zaproszenie do rzeszowian z apelem o zaangażowanie się w reaktywowanie towarzystwa miłośników miasta, które ukonstytuowało się 6 listopada 1900 jako Towarzystwo Rozwoju i Upiększania Miasta Rzeszowa zostając jego założycielem i wybrany członkiem jego wydziału oraz prezesem przemianowanego Towarzystwa Rozwoju i Upiększania Rzeszowa i Okolicy, wybierany wiceprezesem 23 maja 1902, 25 maja 1903 (prezesem wybrany Adam Fedorowicz). W 1900 wydał broszurę zatytułowaną Jak powinna wyglądać nowoczesna szkoła średnia? Kilka uwag z powodu dzisiejszego systemu edukacji publicznej, w której zawarł krytyczną ocenę aktualnego stanu szkolnictwa i edukacji. W odpowiedzi jego uczeń Aleksander Stroka wydał pracę pt. Otwarta rana. Pod koniec 1901 był współinicjatorem powstania rzeszowskiego komitetu w sprawie procesu wrześnieńskiego.
Zmarł 8 czerwca 1913 we Lwowie. Został pochowany na tamtejszym Cmentarzu Łyczakowskim 10 czerwca 1910, a w dzień jego pogrzebu ogłoszono żałobę w rzeszowskim gimnazjum. Jego żoną była Anna z domu Schäfer. Ich córkami były Bronisława (właśc. Wiktora, 1887-1969, lekarz), Anna, Maria (1898-1955).

## Odznaczenia
austro-węgierskie
- Medal Jubileuszowy Pamiątkowy dla Cywilnych Funkcjonariuszów Państwowych[29]
- Krzyż Jubileuszowy dla Cywilnych Funkcjonariuszów Państwowych[29]